# Embiotoca jacksoni
Embiotoca jacksoni is een straalvinnige vissensoort uit de familie van brandingbaarzen (Embiotocidae). De wetenschappelijke naam van de soort is voor het eerst geldig gepubliceerd in 1853 door Louis Agassiz.